# Milena Uršič
Milena Uršič, slovenska literarna zgodovinarka in leksikografka, * 6. junij 1901, Ljubljana, † 21. januar 1990, Ljubljana.
Po končani osnovni šoli in gimnaziji v Ljubljani je na Filozofski fakulteti začela študirati romanistiko. Študij je končala leta 1929.
Službovala je kot gimnazijska profesorica, po osvoboditvi je leta 1947 prišla na SAZU in delala kot korektorica Slovarja slovenskega knjižnega jezika ter se vedno bolj usmerjala v redakcijsko delo pri SBL in bila kot znanstvena svetnica 1972 upokojena. Strokovne članke je pričela objavljati leta 1929, nekaj teh je prispevala tudi za SBL.   